# Teodor (biskup koptyjski)
Teodor (wł. Madżdi Sa’ad, ur. 1 lutego 1943) – duchowny Koptyjskiego Kościoła Ortodoksyjnego, od 1976 metropolita Port Said.

## Życiorys
5 maja 1974 stał się mnichem. Święcenia kapłańskie przyjął 18 kwietnia 1975. Sakrę biskupią otrzymał 14 listopada 1976. W 2016 został podniesiony do godności metropolity.